# Boris Izaguirre
Boris Rodolfo Izaguirre Lobo, né le 29 septembre 1965 à Caracas est un scénariste, journaliste, écrivain et présentateur vénézuélien naturalisé espagnol.

## Carrière
Il a écrit les scripts de deux téléromans vénézuéliens les plus célèbres: Rubí et La dama de Rosa. Grâce à ces succès, il est parti s'installer Saint-Jacques de Compostelle.
En Espagne, il  écrit des scripts et participe à des émissions de télévision. C'est un chroniqueur et homme de télévision très connu, surtout après sa participation à l'émissions Crónicas Marcianas.
Il a écrit également des articles pour des publications comme Zero, El País Semanal, Fotogramas ou Marie Claire. Actuellement, il est présent au côté d'Ana García-Siñeriz à l'émission Channel nº 4. Izaguirre se reconnaît comme homosexuel.

## Œuvres
- El vuelo de los avestruces (1991) Roman
- Azul petróleo (1998) Roman
- 1965 (2002) Roman
- Morir de glamour (2000) Essai
- Verdades alteradas (2001) Essai
- Fetiche (2003) Essai
- Villa Diamante (Finaliste du Prix Planeta 2007)  (ISBN 84-08-07597-7)
- Y de repente fue ayer (2009)  (ISBN 978-84-08-08678-9)
- Dos monstruos juntos (2011)  (ISBN 978-84-08-10389-9)
- Un jardín al norte (2014)  (ISBN 978-84-08-13563-0)

## Filmographie
- 1986 : La Dama de rosa, de Luis Manzo et Tito Rojas (série télévisée)
- 1988 : Primavera (série télévisée) (adaptation)
- 1989 : Rubí rebelde, de Renato Gutiérrez (série télévisée)
- 1992 : Inolvidable, de Blas de Filipis (série télévisée)
- 1992 : Inocente, inocente (série télévisée)
- 1994 : Al ritmo de la noche (TV)
- 1996 : El Súper (série télévisée)
- 2000 : El Anfitrión (série télévisée)